# NGC 7595
NGC 7595 је елиптична галаксија у сазвежђу Пегаз која се налази на NGC листи објеката дубоког неба.
Деклинација објекта је + 9° 55' 56" а ректасцензија 23h 18m 30,2s. Привидна величина (магнитуда) објекта NGC 7595 износи 14,9 а фотографска магнитуда 15,9.